# Лосоя (Мадрид)
Лосоя (ісп. Lozoya) — муніципалітет в Іспанії, у складі автономної спільноти Мадрид. Населення — 670 осіб (2010).
Муніципалітет розташований на відстані близько 60 км на північ від Мадрида.
На території муніципалітету розташовані такі населені пункти: (дані про населення за 2010 рік)
- Лосоя: 668 осіб
- Ла-Гранха: 2 особи

## Демографія
Динаміка населення (INE ):

## Галерея зображень

Розташування муніципалітету у автономній спільноті Мадрид
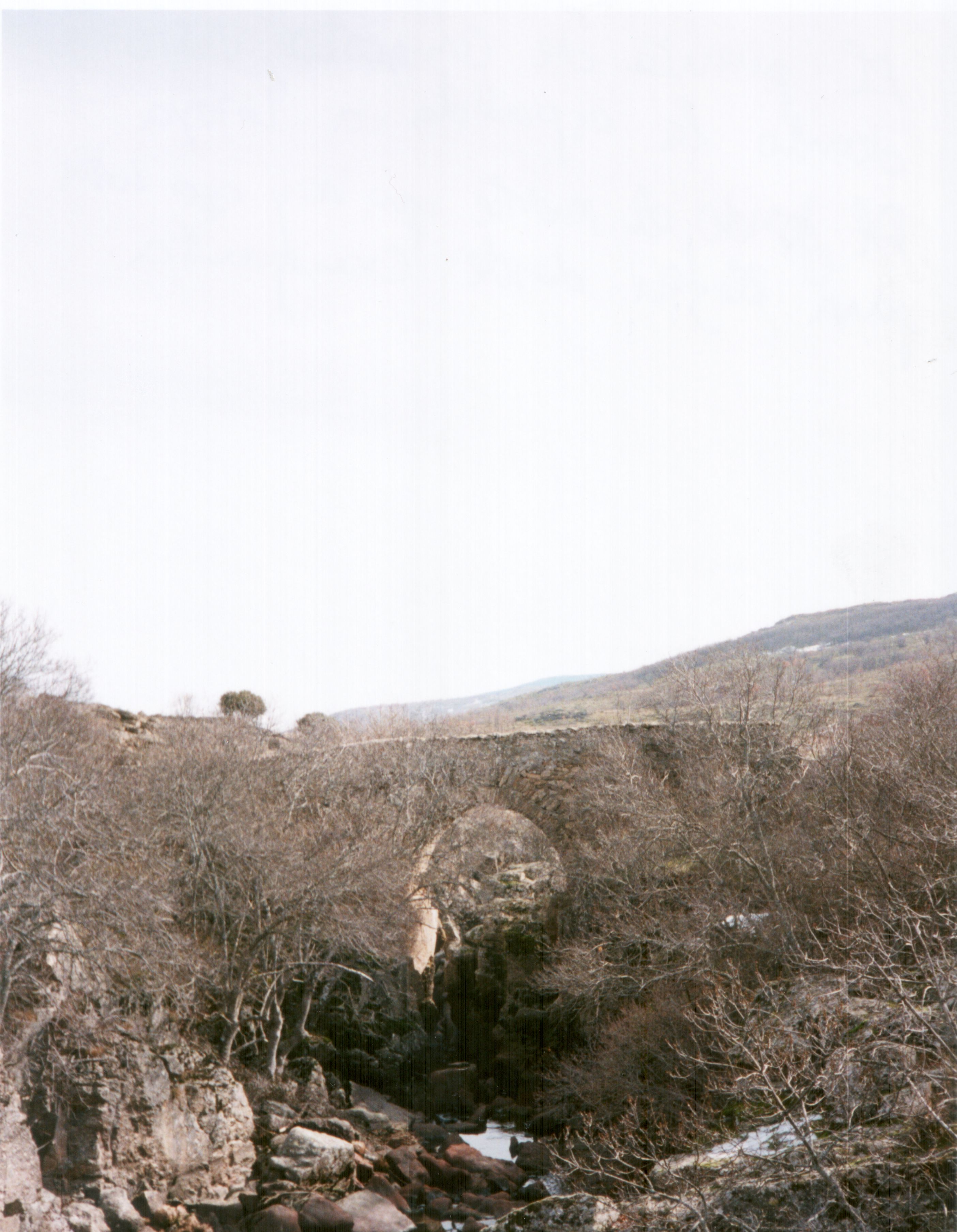
Міст через річку Лосоя, XII століття